# 安国 (大长和)
安国（902年七月-909年）是大长和郑买嗣的年号，共计8年。
安國八年八月鄭仁旻即位沿用。
胡蔚《南詔野史》作天復二年（902）即位，天復三年（903）改元安國，以即位隔年改元。李崇智《中國歷代年號考》從之說。《白古通紀淺述》記載「唐昭宗天復二年（902）七月蒙國，年三十二歲，改元安國，國號大長和。……安國七年戊辰（908），鑄佛一萬尊，為殺蒙氏八百人也。己巳（909）八月薨，偽謚桓帝」，以即位當年改元。

## 纪年
| 安国 | 元年  | 二年  | 三年  | 四年  | 五年  | 六年  | 七年  | 八年  |
| ---- | ----- | ----- | ----- | ----- | ----- | ----- | ----- | ----- |
| 公元 | 902年 | 903年 | 904年 | 905年 | 906年 | 907年 | 908年 | 909年 |
| 干支 | 壬戌  | 癸亥  | 甲子  | 乙丑  | 丙寅  | 丁卯  | 戊辰  | 己巳  |